# Francisco Marín Recabarren
Francisco de Paula Marín Recabarren, orador, filósofo y político liberal chileno. Nació en Santiago, el 14 de julio de 1819. Falleció en Santiago, el 11 de septiembre de 1877. Hijo de Gaspar Marín Esquivel y Luisa Recabarren Aguirre. 
De profesión abogado, titulado en 1833 por el Instituto Nacional. Fue profesor de filosofía en el Instituto Nacional. 
Diputado suplente por La Victoria (1858), pero nunca se incorporó. Lo mismo le ocurrió en 1861, al ser suplente por Valparaíso.
Senador suplente (1864-1873), le correspondió incorporarse al Senado tras el fallecimiento del titular representante de Santiago, Miguel Güemes Fernández, quien falleció en 1868. Se incorporó en diciembre del mismo año, para ocupar el cargo hasta el término del mandato (1873). Integró la misma comisión permanente que su antecesor: Constitución, Legislación y Justicia.
En 1869 propuso al Senado la ley de incompatibilidades parlamentarias y fue aprobada como reforma constitucional. 